# Amalryk II de Lusignan
Amalryk II de Lusignan (ur. 1145, zm. 1 kwietnia 1205 w Akce) – król Cypru 1194–1205, król Jerozolimy 1198–1205.

## Życiorys
Był Francuzem, drugim synem Hugona VIII, hrabiego Lusignan, oraz starszym bratem Gwidona de Lusignan. W latach 60. XII wieku towarzyszył swojemu ojcu i bratu w wyprawie do Ziemi Świętej. Został wygnany z Poitou przez pana tych ziem - Ryszarda Lwie Serce za zabicie Patryka of Salisbury, pierwszego earla Salisbury. Do Palestyny przybył około roku 1174, a jego brat prawdopodobnie trochę później. Amalryk poślubił Eschiwę, córkę Baldwina z Ibelinu, i zaczął służbę u Agnieszki z Courtenay - wtedy żony Reginalda z Sydonu. Agnieszka była matką króla Baldwina IV. Proibelińska Kronika Ernoul podaje, że Amalryk był kochankiem Agnieszki, ale bardziej prawdopodobne jest, że Agnieszka i jej syn próbowali popsuć relacje Amalryka z rodziną Ibelin i pozbawić go ich wpływów.

Herb Amalryka jako króla Cypru

Krótko po 22 kwietnia 1179 Amalryk został mianowany konstablem Jerozolimy. W 1180 Gwidon poślubił owdowiałą starszą siostrę Baldwina IV - Sybillę i w 1186 został królem Jerozolimy. Amalryk razem z bratem walczył w bitwie pod Hittin w 1187 i po przegranej razem z bratem trafił do niewoli. W 1194 po bezdzietnej śmierci Gwidona został królem Cypru jako Amalryk I. Koronowany został w Nikozji, 22 września 1197. Po śmierci żony Eschiwy, w październiku poślubił Izabelę, przyrodnią siostrę Sybilli i Baldwina IV, ówczesną królową Jerozolimy. Poprzez to małżeństwo Amalryk został królem Jerozolimy i został koronowany w Akce, w styczniu 1198.
W 1198 zawarł 5-letni pokój z muzułmanami, wykorzystał walkę brata i synów Saladyna o władzę i ziemie Saladyna. Pokój został złamany przez obie strony, ale w 1204 został odnowiony na kolejne 6 lat.
Amalryk zmarł w wyniku przejedzenia się rybą na krótko przed swoją drugą żoną - Izabellą. Możliwe, że został otruty. Został pochowany w katedrze Św. Zofii w Nikozji. Cypr trafił w ręce jego najstarszego syna, którego miał z Eschiwą. Jerozolima trafiła do rąk najstarszej córki Izabeli z jej poprzedniego małżeństwa z Konradem de Montferrat.

## Małżeństwa i potomstwo
- najpierw ożenił się z Eschiwą z Ibelinu (wzięli ślub w 1174) i miał z nią sześcioro dzieci:

1. Burgundia (1178–1210), poślubiła Waltera Montbéliard,
2. Gwidona (zmarł młodo),
3. Jana (zmarł młodo),
4. Hugona I, króla Cypru (1194–1218),
5. Helvis (1190–1217), poślubiła Eudesa Dampiere, lorda Chargey-le-Grey, a później Rajmunda-Roupena z Antiochii,
6. Alix (Alicja), zmarła młodo.

- w 1198 ożenił się z Izabelą, królową Jerozolimy, i miał z nią troje dzieci:

1. Sybillę Lusignan (1198-1230), poślubiła króla Małej Armenii -  Leona II,
2. Melisendę Lusignan (1200 – zm. po 1249), 1 stycznia 1218 poślubiła Boemunda IV Jednookiego z Antiochii,
3. Amalryka (1201– zm. 2 lutego 1205, Akce)